# Petr Kavan
Petr Kavan (28. července 1943 – 1. října 2009) byl český politik Moravské národní strany, v 90. letech 20. století poslanec České národní rady a Poslanecké sněmovny za Hnutí za samosprávnou demokracii - Společnost pro Moravu a Slezsko, později nezařazený poslanec a dále aktivista mimoparlamentních moravistických formací.

## Biografie
Ve volbách v roce 1992 byl zvolen do České národní rady za HSD-SMS (volební obvod Jihomoravský kraj). Zasedal ve výboru pro veřejnou správu, regionální rozvoj a životní prostředí. V rámci poslaneckého klubu HSD-SMS ovšem zastupoval Moravskou národní stranu, která ve volbách roku 1992 kandidovala na společné listině s HSD-SMS. V říjnu 1992 se podílel na petici Moravské národní strany, v níž se požadovala proměna České republiky na spolkový stát.
Od vzniku samostatné České republiky v lednu 1993 byla ČNR transformována na Poslaneckou sněmovnu Parlamentu České republiky. V ní setrval do konce funkčního období, tedy do voleb v roce 1996. Koncem roku 1992 se uváděl jako jeden z kandidátů na předsedu HSD-SMS na nadcházejícím sjezdu této formace. Na sjezdu v lednu 1993 postoupil do druhého kola, v němž získal 112 hlasů, ale se 127 hlasy ho porazil a předsedou strany se stal Jan Kryčer. Strana byla tehdy přejmenována na Hnutí samosprávné demokracie Moravy a Slezska - HSDMS. V lednu 1993 se Kavan uvádí jako předseda poslaneckého klubu HSD-SMS. Ještě koncem ledna 1993 ovšem opustil spolu s několika dalšími poslaneckými kolegy poslanecký klub HSDMS pro nesouhlas s novou orientací strany a působil jako nezařazený poslanec. V červnu 1993 pak byl obnoven sněmovní klub HSD-SMS. Jeho předsedou byl Kavan a tvořilo ho několik moravistických poslanců a skupina bývalých členů klubu SPR-RSČ. Názvem tento klub sice upomínal na původní formaci HSD-SMS z voleb roku 1992, ale tato strana (mezitím transformovaná do HSDMS) se od něj distancovala. V tomto klubu setrval do dubna 1994, kdy z něj s několika dalšími poslanci vystoupil a následně byl nezařazeným poslancem, reprezentujícím důsledně moravistické postoje.
V březnu 1996 spoluzakládal nový politický subjekt Hnutí samosprávné Moravy a Slezska – Moravské národní sjednocení (HSMS-MNSj). Následně byl vyloučen z Moravské národní strany. Byl místopředsedou HSMS-MNSj.
V sněmovních volbách v roce 1996 neúspěšně kandidoval za HSMS-MNSj. Na podzim pak v senátních volbách roku 1996 kandidoval za tuto formaci, respektive za střechovou alianci Moravskoslezská koalice za senátní obvod č. 49 - Blansko. Získal ale jen 3 % hlasů a nepostoupil do 2. kola.
Úspěšný byl na komunální úrovni. V komunálních volbách roku 1994 byl zvolen do zastupitelstva města Blansko za Moravskou národní stranu. V říjnu 1995 ovšem na mandát v zastupitelstvu rezignoval. Opětovně sem byl zvolen v mimořádných komunálních volbách v roce 1996, nyní za HSMS-MNSj a mandát obhájil v komunálních volbách roku 1998, rovněž za HSMS-MNSj. Profesně je uváděn jako energetik.
Roku 1996 inicioval vytvoření praporu města Blansko, přičemž heraldickou podobu mu dal jeho kolega z parlamentu Jiří Bílý. V roce 1997 coby zastupitel Blanska navrhl udělit čestné občanství bývalému komunistickému ministrovi vnitra Rudolfu Barákovi. Návrh byl ale zamítnut. Na přelomu století se po odtržení části města Blansko Spešov stal starostou této nově samostatné obce. V té době se zapojil do sporů se starostkou Blanska, kterou kritizoval za hospodaření s obecním majetkem a na kterou roku 2000 podal trestní oznámení, protože ho měla označit za fašistického extrémistu. Mandát v zastupitelstvu Spešova obhájil v komunálních volbách roku 2002, nyní již jako bezpartijní.
Opětovně se pokoušel o návrat do celostátních zákonodárných sborů. V sněmovních volbách v roce 1998 byl na kandidátce Moravské demokratické strany, ale mandát nezískal.
Roku 2009 se zastřelil vlastní zbraní, spekulovalo se, že příčinou sebevraždy byly vážné zdravotní problémy.